# Монтанізм
Монтанізм — релігійний рух (єресь) в християнстві II століття.

## Історія
Про первісну історію монтанізму збереглося так мало позитивних відомостей, що в новітній час деякі скептичні історики вважали існування самого Монтана і його двох пророчиць міфом. Релігійні ідеї монтанізму відомі головним чином з книг Тертуліана, який, на думку деяких релігієзнавців, був членом цієї секти.
Колишній язичницький жрець Монтан з Фригії (на кордоні з Мізією), навернувшись від поганства до християнства (близько 156), став проповідувати живе духовне спілкування з Богом, вільне від ієрархії та обрядів, що проявляється у т. зв. «індивідуальних харизмах», тобто особливих дарах Святого Духа. Послідовники Монтана, між якими виділялися особливо дві пророчиці, Пріска (або Прісцилла) і Максиміла, визнавали свого вчителя за Параклета (Духа-Утішителя), обіцяного Ісусом Христом в Євангелії від Івана.
Рух поширився з Малої Азії по Фракії; відгомони його досягли Карфагена, Рима і Південної Галлії.

## Вчення
Монтанізм, вважаючи, що сутність християнства полягає виключно в релігійному ентузіазмі, своїм запереченням всякої ієрархічної та богослужбової форми конфліктував з офіційною церквою, а своєю зневагою до розумової сторони релігії представляв протилежність гностицизму, з яким, однак, послідовники Монтана сходилися в тому, що справжніми духовними християнами (пневматиками) і «святими» вважали лише себе, а більшість звичайних віруючих християн визнавали за нижчий рід людей — душевних (психіків).
Монтанізм проповідував крайній аскетизм, категоричну заборону повторних шлюбів і прагнення до мучеництва в ім'я Христа — як прямий шлях у Царство Небесне.
Пророчий дар у монтаністів проявлявся у впадінні в екстатичний стан, а зміст пророцтв зводився, головним чином, до проголошення швидкого другого пришестя Христа, причому фригійське поселення Пепузи оголошувалося Новим Єрусалимом.
Оскільки монтаністи залишали недоторканними основні християнські догмати і повставали проти Церкви тільки щодо дисципліни і моралі, заявляючи себе тут крайніми ригористами, — то багато важливих предстоятелів церкви (Іриней Ліонський, Елевтерій Римський) дивилися спочатку на цей рух поблажливо, більше строго поставився до нього папа Віктор, а згодом монтанова, або катафригійська, єресь була остаточно засуджена Першим вселенським собором в Нікеї (325). Відомий твір проти монтаністів, написаний близько 212 року Аполлонієм Ефеським.
Засуджений церквою, монтанізм в III столітті зберігав вплив в Африці, де його великим представником був Тертуліан. Труну Монтана і його пророчиць в місті Пепузи було знищено Ефеським єпископом Іоанном в VI столітті. При гонінні імператора Юстиніана I останні монтаністи замкнулися у своїх дерев'яних церквах і спалили себе.
Чимало течій християнства частково були або є продовжувачами руху монтаністів, напр. Прісцілліан Авілський, Іоаким Фіорський та духовні францисканці, шейкери, ранні квакери, ранні методисти, французькі гугеноти (камісарди), сучасні п'ятидесятники, харизмати, болгарські добросамаряни та ін.